# Symmorphus alkimus
Symmorphus alkimus är en stekelart som beskrevs av Meg S. Cumming och Vecht 1986. Symmorphus alkimus ingår i släktet vedgetingar, och familjen Eumenidae. Utöver nominatformen finns också underarten S. a. dialeukus.